# Semih Kaya
Semih Kaya (n. 24 feb 1991) és un futbolista professional turc que juga actualment en el Galatasaray S.K. i en l'equip nacional turc.

## Carrera de Clubs

### Primers passos
Kaya es va unir a l'acadèmia de jovent del Galatasaray de l'equip juvenil de l'Altay quan tenia 15.
El 25 fe febrer de 2007, quan estava jugant contra jugadors joves de més edat en la temporada de la Süper Gençler Ligi (Súper Lliga Adolescent) contra el Beşiktaş JK, en el cinquè minut de joc, un xut de Batuhan Karadeniz va xocar amb el cap, el que el va obligar a abandonar el joc; Més tard va anar a un hospital per sotmetre a cirurgia de cap (coagulació).
L'inici de la temporada 2008–09 es va veure augmentar l'interès estranger per Kaya, amb informes del club italià Inter de Milà controlant-lo per davant d'un acord de transferència, però tot i els rumors mai es va materialitzar.
La primera aparició de Kaya a la Süper Lig va ser contra el İstanbul B.B. el 19 de febrer de 2009. Després de no rebre un temps de joc significatiu, es va unir al seu club company de la Süper Lig, el Gaziantepspor com a cedit el gener de 2010 per a la resta de la temporada, i, a l'estiu de 2010 va signar pel club turc de primera divisió Kartalspor com a cedit. El 18 d'octubre de 2010, va marcar dos gols en l'A2 Lig contra l'Altay.